# Nicolas Pallois
Nicolas Pallois, né le 19 septembre 1987 à Elbeuf (Seine-Maritime), est un footballeur français qui évolue au poste de défenseur central au Stade de Reims.

## Biographie

### Débuts en CFA
Passé par le centre de formation du SM Caen lors de la saison 2005-2006, Pallois ne réussit pas à persuader ses dirigeants de lui accorder un contrat professionnel. En 2006 Nicolas s'engage à l'US Quevilly en CFA.
Auteur d'une bonne première saison, il explose lors de sa seconde saison qui voit l'US Quevilly atteindre les demi-finales de la Coupe de France contre le PSG. Après cette épopée, plusieurs clubs de Ligue 1 s'intéressent à Nicolas Pallois, et il choisit  le Valenciennes FC à l'été 2010 pour un contrat de trois ans.

### Révélation en Ligue 2
En 2011 il est prêté au Stade lavallois. Ses quatre premières prestations au poste de latéral gauche ne convainquent pas Philippe Hinschberger, qui lui préfère Kévin Perrot puis Franck Signorino, qui venait d'être enrôlé. Il fait son retour dans le onze en février, au poste de défenseur central, qu'il ne quitte plus jusqu'à la fin de la saison. Laval souhaite le conserver une saison supplémentaire, mais il refuse.
De retour à Valenciennes en juin 2012, il résilie son contrat et s'engage pour deux saisons avec les Chamois niortais. Auteur d'une bonne saison avec les Chamois, il figure dans l'équipe type de Ligue 2 lors de la saison 2013-2014. En 2020 les supporters niortais l'éliront dans le onze type de la décennie.

### Carrière en Ligue 1

#### Girondins de Bordeaux
Le défenseur central s'engage en faveur des Girondins de Bordeaux le 17 juin 2014 pour les quatre saisons suivantes.
Devant le refus des dirigeants bordelais de prolonger son bail qui se terminait en 2018, il rejoint les bords de l'Erdre en s'engageant en faveur du FC Nantes le 27 juillet 2017. Le transfert est estimé à 2,5 millions d'euros.

#### FC Nantes
Titulaire à part entière sous les ordres de Claudio Ranieri en 2017-2018, le joueur n'entre pas dans les plans de son successeur Miguel Cardoso, qui l'exclut du groupe au début de la saison 2018-2019. Le technicien Portugais est rapidement démis de ses fonctions faute de résultats suffisants, et remplacé par Vahid Halilhodžić. Celui-ci fait confiance au défenseur et le titularise pour la première fois en championnat le 4 novembre 2018 pour la réception de Guingamp.
À la suite du décès de son ancien coéquipier et ami Emiliano Sala, Nicolas Pallois représente les joueurs canaris aux obsèques du footballeur le 16 février 2019 et ne disputera donc pas la 26e journée de championnat de Ligue 1. Les deux hommes s'étaient côtoyés à Niort puis à Bordeaux avant de se retrouver sous les couleurs nantaises. Malgré cet épisode tragique, Nicolas Pallois parvient à maintenir son bon niveau. Sa saison 2018-2019 lui permet de s'imposer comme un patron au sein de la défense nantaise. Il est d'ailleurs élu canari de la saison par les supporters du FC Nantes.
Lors de la saison 2019-2020 il est délégué syndical de l'UNFP au sein du FC Nantes. Le 4 octobre 2019, il annonce avec humour sa retraite internationale, bien que n'ayant jamais été appelé par les sélectionneurs.
En janvier 2020, le magazine France Football le désigne dans l'équipe type de la décennie du FC Nantes.
Le 18 janvier 2022, il prolonge son contrat chez le FC Nantes de deux ans. Il est lié au club jusqu'en 2024. Selon L'Équipe il est parmi les joueurs les mieux payés du FC Nantes, avec 110 000 euros mensuels. Le 7 mai 2022, au Stade de France, il participe au succès de Nantes en finale de Coupe de France. Il offre la victoire aux Canaris quatre jours plus tard d'une reprise de volée du gauche face à Rennes.
En 2022, le magazine So Foot le classe dans le top 1000 des meilleurs joueurs du championnat de France, à la 888ème place.
Le 23 mai 2024, il prolonge son contrat d'une saison, jusqu'en juin 2025. Le club annonce que le joueur ne sera pas prolongé à la fin de son contrat, le 30 juin 2025. 
Le 11 juin 2025, le FC Nantes officialise le départ du joueur après 8 saisons. 

#### Stade de Reims
Le 27 juin 2025, il signe librement au Stade de Reims pour une saison, plus une en option.

## Statistiques
| Saison                | Club                  | Championnat           | Championnat | Championnat | Coupe nationale | Coupe nationale | Coupe de la Ligue | Coupe de la Ligue | Compétition(s) continentale(s) | Compétition(s) continentale(s) | Compétition(s) continentale(s) | Barrages Ligue 1 | Barrages Ligue 1 | Total | Total |
| Saison                | Club                  | Division              | M.          | B.          | M.              | B.              | M.                | B.                | Comp.                          | M.                             | B.                             | M.               | B.               | M.    | B.    |
| 2010-2011             | Valenciennes FC       | Ligue 1               | 11          | 0           | 1               | 0               | 2                 | 0                 | -                              | -                              | -                              | -                | -                | 14    | 0     |
| 2011-2012             | Stade lavallois       | Ligue 2               | 21          | 3           | 1               | 0               | 1                 | 0                 | -                              | -                              | -                              | -                | -                | 23    | 3     |
| 2012-2013             | Chamois niortais      | Ligue 2               | 35          | 1           | 2               | 0               | 2                 | 0                 | -                              | -                              | -                              | -                | -                | 39    | 1     |
| 2013-2014             | Chamois niortais      | Ligue 2               | 36          | 3           | 4               | 0               | 1                 | 0                 | -                              | -                              | -                              | -                | -                | 41    | 3     |
| Sous-total            | Sous-total            | Sous-total            | 71          | 4           | 6               | 0               | 3                 | 0                 | -                              | -                              | -                              | -                | -                | 80    | 4     |
| 2014-2015             | Girondins de Bordeaux | Ligue 1               | 34          | 0           | 1               | 0               | 2                 | 1                 | -                              | -                              | -                              | -                | -                | 37    | 1     |
| 2015-2016             | Girondins de Bordeaux | Ligue 1               | 17          | 1           | -               | -               | -                 | -                 | C3                             | 8                              | 0                              | -                | -                | 25    | 1     |
| 2016-2017             | Girondins de Bordeaux | Ligue 1               | 31          | 2           | 4               | 0               | 4                 | 0                 | -                              | -                              | -                              | -                | -                | 39    | 2     |
| Sous-total            | Sous-total            | Sous-total            | 82          | 3           | 5               | 0               | 6                 | 1                 | -                              | 8                              | 0                              | -                | -                | 101   | 4     |
| 2017-2018             | FC Nantes             | Ligue 1               | 28          | 0           | 2               | 0               | 1                 | 0                 | -                              | -                              | -                              | -                | -                | 31    | 0     |
| 2018-2019             | FC Nantes             | Ligue 1               | 24          | 2           | 5               | 0               | 2                 | 0                 | -                              | -                              | -                              | -                | -                | 31    | 2     |
| 2019-2020             | FC Nantes             | Ligue 1               | 21          | 0           | -               | -               | 1                 | 0                 | -                              | -                              | -                              | -                | -                | 22    | 0     |
| 2020-2021             | FC Nantes             | Ligue 1               | 32          | 2           | 1               | 0               | -                 | -                 | -                              | -                              | -                              | 2                | 0                | 35    | 2     |
| 2021-2022             | FC Nantes             | Ligue 1               | 30          | 1           | 6               | 0               | -                 | -                 | -                              | -                              | -                              | -                | -                | 36    | 1     |
| 2022-2023             | FC Nantes             | Ligue 1               | 26          | 1           | 4               | 0               | -                 | -                 | C3                             | 7                              | 0                              | -                | -                | 37    | 1     |
| 2023-2025             | FC Nantes             | Ligue 1               | 23          | 0           | 1               | 0               | -                 | -                 | -                              | -                              | -                              | -                | -                | 24    | 0     |
| 2024-2025             | FC Nantes             | Ligue 1               | 26          | 0           | 1               | 0               | -                 | -                 | -                              | -                              | -                              | -                | -                | 27    | 0     |
| Sous-total            | Sous-total            | Sous-total            | 210         | 6           | 20              | 0               | 4                 | 0                 | -                              | 7                              | 0                              | 2                | 0                | 243   | 6     |
| Total sur la carrière | Total sur la carrière | Total sur la carrière | 395         | 16          | 33              | 0               | 16                | 1                 | -                              | 15                             | 0                              | 2                | 0                | 461   | 17    |

## Palmarès
Avec le FC Nantes, Nicolas Pallois remporte la Coupe de France en 2022 et en est finaliste en 2023. Il est également finaliste du Trophée des champions en 2022.
| FC Nantes (1)                                                                                           |
| --- |
| - Coupe de France : - Vainqueur : 2022. - Finaliste : 2023. - Trophée des champions - Finaliste : 2022. |